# Heath Herring
Heath Herring (Waco, Texas, 2 maart 1978) is een Amerikaans zwaargewicht MMA-vechter. Herring verkreeg populariteit door het vechten in de K-1 en PRIDE Fighting Championships.